# Nicholas Corozzo

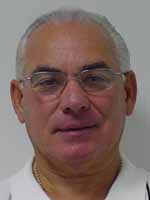
Nicholas Corozzo

Nicholas ''Little Nick'' Corozzo (New York, 17 maart 1940) is een Amerikaanse gangster die de waarnemende baas was van de familie Gambino.
Nicholas Corozzo werd geboren in Brownsville (Brooklyn). Corozzo is de oudere broer van ex-Gambino Joseph Corozzo, en van de tweelingbroers Blaise en Anthony Corozzo. Corozzo is de oom van Joseph Corozzo jr., een advocaat. Corozzo's dochter, Bernadette is getrouwd met Gambinomedewerker Vincent Dragonetti. Vóór zijn opsluiting woonde Corozzo in Bellmore, Long Island. 

## Opkomst
Tijdens de vroege jaren 80 was Corozzo een rivaal van Gambinobaas John Gotti. Toen Gotti in 1985 de 'Don' van Gambino werd, zag hij ervan af Corozzo te promoveren tot capo. Omdat Corozzo zoveel geld binnenbracht, wilde Gotti niet van hem af. Corozzo wilde op zijn beurt trouw zijn aan Gotti. Pas nadat Gotti in 1992 in de gevangenis beland was, werd Corozzo gepromoveerd tot capo. Terwijl Gotti in de gevangenis was, vormden Lenny DiMaria en Joseph Corozzo, nu de consigliere, de onofficiële leiding van de familie Gambino. 
Halverwege de jaren 90 werd Corozzo baas van de Gambino's. In 1996 zou Corozzo naar verluidt de moord hebben gelast op Robert Arena van de familie Lucchese. Arena zou Anthony Placido, een lid van Corozzo's groep, vermoord hebben vanwege diens falen in het terugbrengen van gestolen marihuana naar een drugsdealer. Op 26 juni 1996 vonden de Gambinoschutters Robert Arena met Thomas Maranga, een kennis uit zijn jeugd zonder crimineel verleden, in het Mill Basingedeelte van Brooklyn, en nadat Arena was gedwongen de auto te stoppen, schoten de schutters beide mannen dood. Er is echter geen concreet bewijs dat Corozzo de moord op Robert Arena daadwerkelijk heeft bevolen.

## Arrestatie in Florida
In december 1996 werd Corozzo aangeklaagd in Miami, Florida tegen 20 aanklachten wegens poging tot moord, brandstichting en woekerleningen. Corozzo werd beschuldigd van het runnen van een bedrijf in Deerfield Beach, Florida, dat 260% jaarlijkse rente op leningen in rekening bracht. Federale agenten arresteerden Corozzo toen hij uit de branding opdook aan een strand in Key Biscayne, Florida. In augustus 1997 pleitte Corozzo schuldig voor afpersing in Florida en werd veroordeeld tot vijf tot tien jaar gevangenisstraf. Later dat jaar pleitte Corozzo opnieuw in Brooklyn schuldig aan afpersing en het omkopen van een gevangenisbewaarder. 
In de gevangenis deelde Corozzo een cel met Gambinomedewerker Joseph Vollaro, die een drugsveroordeling uitzat. Vollaro startte na zijn vrijlating een vrachtwagenbedrijf maar werd afgeperst door medewerkers van Corozzo. Na een nieuwe drugsveroordeling in 2004 stemde Vollaro ermee in een informant te worden en zijn gesprekken met Corozzo te laten opnemen.
Na Corozzo's vrijlating uit de gevangenis op 10 juni 2004, werd er verwacht dat Corozzo weer de leiding over de misdaadfamilie Gambino zou overnemen. Vanwege de toegenomen aandacht van rechtshandhavers voor hem, hield hij zich aanvankelijk op de vlakte. De Gambino's werden naar verluidt geleid door John D'Amico; Corozzo behield zijn positie als een caporegime, ondanks gezondheidskwesties en strenge restricties van zijn voorwaardelijke vrijlating. In 2006 stelde een nieuw rapport dat Nicholas Corozzo en D'Amico de nieuwe bazen van de familie Gambino waren, met Arnold "Zeke" Squitieri als onderbaas en Joseph Corozzo als consigliere.

## Aanklacht en gevangenschap
In februari 2008 werd Corozzo tweemaal aangeklaagd, een keer op federaal niveau (Operatie Old Bridge) en de andere op staatsniveau (Operatie Touchback). De federale aanklacht was voor de moordpartijen in 1996 op Arena en Maranga en voor diverse afpersingen, met Vollaro als hun belangrijkste getuige. De aanklacht van de staat omvatte onder andere ondernemingscorruptie rondom een op Queens gebaseerde gokring die bijna $10 miljoen in twee jaar opbracht uit sportweddenschappen.
Voordat de politie Corozzo kon arresteren, waarschuwde zijn dochter Bernadette hem dat agenten Gambinoleden arresteerden. Corozzo dook meteen onder. De FBI zocht intensief naar Corozzo en het televisieprogramma America's Most Wanted hielp mee. Op 29 mei 2008, na vier maanden als voortvluchtige te hebben geleefd, gaf Corozzo zich over aan de autoriteiten met zijn advocaat aan zijn zijde. 
In juli 2008 pleitte Corozzo schuldig op de corruptieaanklacht van de staat. Op 17 april 2009 werd Corozzo veroordeeld tot 13½ jaar in de federale gevangenis voor de moordpartij op Arena en Maranga. Op 28 april 2009 werd Corozzo door de staat veroordeeld tot 4½ tot 13½ jaar vanwege de sportweddenschappen. Corozzo zat het straf van de staat gelijktijdig met de federale straf uit.
Corozzo was oorspronkelijk opgesloten in de staatsgevangenis in Leavenworth, Kansas, maar werd later overgeplaatst naar het federale correctionele complex Florence, een hoge veiligheidsfaciliteit in Florence, Colorado. Vanaf maart 2015 is hij opgesloten in de federale gevangenis in Loretto, Pennsylvania, waar een laag beveiligingsregime heerst. Sinds maart 2018 zat Corozzo gevangen in het federale lage veiligheidsinstituut Allenwood Low in Allenwood (Pennsylvania). De verwachte datum van zijn invrijheidstelling was 2 maart 2020, maar hij kwam drie maanden eerder vrij.